# The Warmth of the Sun
«The Warmth of the Sun» es una canción escrita por Brian Wilson y Mike Love para el grupo musical The Beach Boys. 
Fue publicado por primera vez en Shut Down Volume 2 de 1964 y apareció en el lado B del sencillo "Dance, Dance, Dance", que alcanzó el número ocho en los Estados Unidos y el número veinticuatro en el Reino Unido. Brian Wilson produjo la canción, y el resto del álbum. También tuvo la voz principal en la canción, que fue escrita durante la tarde del asesinato del presidente John Kennedy.

## Versiones
Se hicieron otras grabaciones de la canción por los hermanos Wilson (Brian, Carl y Dennis) y el padre, Murry en su único álbum solista The Many Moods of Murry Wilson, que fue publicado en 1967 por Capitol Records.
Vince Gill realizó una versión en An All-Star Tribute to Brian Wilson (2001) en concierto.
En 2006, Matthew Sweet y la cantante de Bangles Susanna Hoffs grabó la canción para su colaboración, Under the Covers, Vol. 1.

## Publicaciones
Esta canción apareció en el álbum de estudio Shut Down Volume 2 de 1964, en el exitoso álbum doble Endless Summer de 1974, en el exitoso box set Good Vibrations: Thirty Years of The Beach Boys de 1993, en el álbum de estudio Stars and Stripes Vol. 1 de 1996 apareció una nueva versión con Willie Nelson, en The Greatest Hits - Volume 2: 20 More Good Vibrations de 1999, en Classics selected by Brian Wilson de 2002, en el álbum triple inglés Platinum Collection: Sounds of Summer Edition de 2005, un álbum tomó el título de la canción, ese es el The Warmth of the Sun de 2007 y en el compilado de sencillos U.S. Singles Collection: The Capitol Years, 1962-1965 de 2008, en el álbum doble Fifty Big Ones: Greatest Hits  de 2012, en el box Made in California de 2013.